# Gemeentelijke herindelingsverkiezingen in Nederland 1996
Gemeentelijke herindelingsverkiezingen in Nederland 1996 geeft informatie over tussentijdse verkiezingen voor een gemeenteraad in Nederland die gehouden werden in 1996.
De verkiezingen werden gehouden in 82 gemeenten die betrokken waren bij een herindelingsoperatie die op 1 januari 1997 is doorgevoerd.

## Verkiezingen op 13 november 1996
- de gemeenten Arnemuiden en Middelburg: samenvoeging tot een nieuwe gemeente Middelburg;[1]
- de gemeenten Brouwershaven, Bruinisse, Duiveland, Middenschouwen, Westerschouwen en Zierikzee: samenvoeging tot een nieuwe gemeente Schouwen-Duiveland;[1]
- de gemeenten Domburg, Mariekerke, Valkenisse, Veere en Westkapelle: samenvoeging tot een nieuwe gemeente Veere.[1]

## Verkiezingen op 27 november 1996
- de gemeenten Alphen en Riel en Chaam: samenvoeging tot een nieuwe gemeente Alphen-Chaam;[2]
- de gemeenten Bergen op Zoom en Halsteren: samenvoeging tot een nieuwe gemeente Bergen op Zoom;[2]
- de gemeenten Bergeyk, Luyksgestel, Riethoven en Westerhoven: samenvoeging tot een nieuwe gemeente Bergeyk;[2][3]
- de gemeenten Bladel en Netersel en Hoogeloon, Hapert en Casteren: samenvoeging tot een nieuwe gemeente Bladel;[2]
- de gemeenten Breda, Nieuw-Ginneken, Prinsenbeek en Teteringen: samenvoeging tot een nieuwe gemeente Breda;[2]
- de gemeenten Budel en Maarheeze: samenvoeging tot een nieuwe gemeente Budel;[2][4]
- de gemeenten Dongen en 's-Gravenmoer: samenvoeging tot een nieuwe gemeente Dongen;[2]
- de gemeenten Eersel en Vessem, Wintelre en Knegsel: samenvoeging tot een nieuwe gemeente Eersel;[2]
- de gemeenten Geertruidenberg en Raamsdonk: samenvoeging tot een nieuwe gemeente Geertruidenberg;[2]
- de gemeenten Bakel en Milheeze en Gemert: samenvoeging tot een nieuwe gemeente Gemert-Bakel;[2]
- de gemeenten Hoeven, Oud en Nieuw Gastel en Oudenbosch: samenvoeging tot een nieuwe gemeente Halderberge;[2]
- de gemeenten Heeze en Leende: samenvoeging tot een nieuwe gemeente Heeze-Leende;[2]
- de gemeenten Drunen, Heusden en Vlijmen: samenvoeging tot een nieuwe gemeente Heusden;[2]
- de gemeenten Diessen en Hilvarenbeek: samenvoeging tot een nieuwe gemeente Hilvarenbeek;[2]
- de gemeenten Aarle-Rixtel, Beek en Donk en Lieshout: samenvoeging tot een nieuwe gemeente Laarbeek;[2]
- de gemeenten Hooge en Lage Zwaluwe, Made en Drimmelen en Terheijden: samenvoeging tot een nieuwe gemeente Made;[2][5]
- de gemeenten Oirschot en Oost-, West- en Middelbeers: samenvoeging tot een nieuwe gemeente Oirschot;[2]
- de gemeenten Moergestel en Oisterwijk: samenvoeging tot een nieuwe gemeente Oisterwijk;[2]
- de gemeenten Hooge en Lage Mierde en Reusel: samenvoeging tot een nieuwe gemeente Reusel-De Mierden;[2]
- de gemeenten Roosendaal en Nispen en Wouw: samenvoeging tot een nieuwe gemeente Roosendaal;[2]
- de gemeenten Dinteloord en Prinsenland, Nieuw-Vossemeer en Steenbergen: samenvoeging tot een nieuwe gemeente Steenbergen;[2]
- de gemeenten Berkel-Enschot, Tilburg en Udenhout: samenvoeging tot een nieuwe gemeente Tilburg;[2]
- de gemeenten Sprang-Capelle, Waalwijk en Waspik: samenvoeging tot een nieuwe gemeente Waalwijk;[2]
- de gemeenten Dussen en Werkendam: samenvoeging tot een nieuwe gemeente Werkendam;[2]
- de gemeenten Huijbergen, Ossendrecht, Putte en Woensdrecht: samenvoeging tot een nieuwe gemeente Woensdrecht;[2]
- de gemeenten Fijnaart en Heijningen, Klundert, Standdaarbuiten, Willemstad en Zevenbergen: samenvoeging tot een nieuwe gemeente Zevenbergen;[2][6]
- de gemeenten Rijsbergen en Zundert: samenvoeging tot een nieuwe gemeente Zundert.[2]

In deze gemeenten zijn de reguliere gemeenteraadsverkiezingen van 4 maart 1998 niet gehouden. In plaats daarvan zijn in de Noord-Brabantse gemeenten reguliere verkiezingen gehouden op 3 maart 1999.
Door deze herindelingen daalde het aantal gemeenten in Nederland per 1 januari 1997 van 625 naar 548.